# ウィリアム・リー・デイヴィッドソン
ウィリアム・リー・デイヴィッドソン（William Lee Davidson、1746年 - 1781年）は、アメリカ独立戦争のノースカロライナ州の将軍。

## 生い立ち
1750年、ノースカロライナ植民地ローワン郡に父を含む家族と共に転居し、長男であったウィリアムはシャーロットのクイーンズ・ミュージアム（現在リバティ・ホール）で教育を受けた。

## 軍事行為
デイヴィッドソンの軍事行為は1775年12月のスノー・キャンペーンの間、グリフィス・ラザフォード将軍の副官として始まり、1776年、ノースカロライナ第4連隊の少佐に昇進した。連隊と共に北に向かい、ジャーマンタウンの戦いに参戦しノースカロライナ第5連隊中佐に昇進。ジョージ・ワシントン、『ライトホース・ハリー』・リー、ダニエル・モーガンなどと共にいたバレーフォージでは有力な軍事司令官達のほとんどと友達になった。命令なく出発しイギリス軍がカタウバ川を渡るのを阻むことになり、グリフィス・ラザフォードはデイヴィッドソンを彼の副司令官に任命。1780年7月21日、コルソンズ・ミルの戦いで重傷を負い、ラザフォードが捕虜となったキャムデンの戦いに参戦することができなかった。デイヴィッドソンは准将に昇進し、ラザフォードのソールズベリー地区民兵の指揮権を与えられた。1780年9月下旬、チャールズ・コーンウォリス侯爵のシャーロットへの侵入の防御に参戦。1781年2月1日、デイヴィッドソンはノースカロライナ州メクレンバーグ郡でのコウワンズ・フォードの戦いで、コーンウォリスのノースカロライナ州への再侵入を防御している最中に亡くなった。デイヴィッドソン将軍は川岸近くに着いたイギリス軍とドイツ兵を誘導するために部下達を集結させようとしていたが、交戦が始まって数分後にデイヴィッドソンは亡くなった。戦いの後、その日の夜に同僚により遺体を収容され、シャーロットのビーティーズ・フォード通り北のホープウェル長老派教会に埋葬された。

## デイヴィッドソンにちなんだ地名と大学
- ノースカロライナ州デイビッドソン郡およびテネシー州デビッドソン郡
- ノースカロライナ州デイビッドソン町
- ノースカロライナ州デイビッドソン大学。デイヴィッドソンの剣がかつてホールに展示してあった[1]。

アメリカ合衆国議会は500ドルで記念碑を建てることを可決したが、実現しなかった。